# Mildred Natwick
Mildred Natwick, född 19 juni 1905 i Baltimore, Maryland, död 25 oktober 1994 i New York, var en amerikansk skådespelare. Efter att ha spelat teater i hemstaden Baltimore på 1920-talet debuterade hon på Broadway 1932, och filmdebuterade 1940. Natwick medverkade bland annat i prominenta biroller i några av John Fords filmer, och hade en större roll i Alfred Hitchcocks Ugglor i mossen. 1967 nominerades hon till en Oscar för bästa kvinnliga biroll i filmen Barfota i parken.

## Filmografi
- 1940 – Den långa resan hem
- 1945 – Själens ögon
- 1947 – Den charmerande mr Apley
- 1948 – En kvinnas hämnd
- 1948 – Flykt genom öknen
- 1949 – Larm över prärien
- 1950 – Dussinet fullt
- 1952 – Hans vilda fru
- 1955 – Ugglor i mossen
- 1955 – Hovnarren
- 1957 – Tammy
- 1967 – Barfota i parken
- 1988 – Farligt begär